# Ordre de bataille de Glorieta
Les unités et commandants de l'armée de l'Union et de l'armée des États confédérés ont combattu lors de la bataille de la Glorieta Pass de la guerre de Sécession.

## Abréviations utilisées

### Grade militaire
- Colonel -  Colonel
- Lieutenant colonel -  Lieutenant-colonel
- Commandant -  Commandant
- Capitaine -  Capitaine
- Premier lieutenant -  Premier lieutenant
- Second lieutenant -  Second lieutenant

## Armée de l'Union

Organisation des forces de l'Union et de la Confédération lors de la Bataille de Glorieta Pass en mars 1862

Colonel John P. Slough
Colonne de flanquement
 Commandant John M. Chivington
Premier bataillon (provisoire)
 Capitaine William H. Lewis
5th U.S. Infantry, compagnie A :  Premier lieutenant Samuel Barr
5th U.S. Infantry, compagnie G :  Premier lieutenant Stephen Norvell
1st Colorado Infantry, compagnie B :  Capitaine Samuel M. Logan
Compagnie indépendante des volontaires du Colorado :  Capitaine James Hobart Ford
Volontaires du Nouveau-Mexique (détachement) :  Lieutenant colonel Manuel Antonio Chaves
Deuxième bataillon (provisoire)
Cpt Edward W. Wynkoop
1st Colorado Infantry, compagnie A :  Premier lieutenant James R. Shaffer
1st Colorado Infantry, compagnie E :  Capitaine Scott J. Anthony
1st Colorado Infantry, compagnie H :  Capitaine George L. Sanborn
Colonne principale
 Colonel John P. Slough
Bataillon de campagne (provisoire)
 Lieutenant colonel Samuel F. Tappan
1st Colorado Infantry, compagnie C :  Capitaine Richard Sopris
1st Colorado Infantry, compagnie D :  Capitaine Jacob Downing
1st Colorado Infantry, compagnie G :  Capitaine William F. Wilder
1st Colorado Infantry, compagnie I :  Premier lieutenant Charles Kerber
1st Colorado Infantry, compagnie K :  Capitaine Samuel H. Robbins
Batterie lourde :  Capitaine John F. Ritter
Batterie légère :  Premier lieutenant Ira W. Claflin
Cavalerie de réserve
 Colonel John P. Slough
3rd U.S. Cavalry, compagnie C :  Capitaine George W. Howland
3rd U.S. Cavalry, compagnie E :  Capitaine Charles J. Walker
1st Colorado, compagnie F :  Capitaine Samuel H. Cook

## Armée confédérée
Lieutenant-colonel William Read Scurry
2nd Texas Mounted Rifles :  Commandant Charles L. Pyron
4th Texas  Mounted Volunteers :  Commandant Henry W. Raguet
5th Texas  Mounted Volunteers :  Commandant John S. Shropshire
7th Texas  Mounted Volunteers :  Commandant Powhatan Jordan
Unités indépendantes affectées
Rangers d'Arizona :  Second lieutenant William Simmons
Brigands (Santa Fe Gamblers) :  Capitaine John G. Phillips
Compagnie d'espions de San Elizario :  Premier lieutenant J. R. Parsons
Batterie d'artillerie :  Second lieutenant James Bradford